# Félix de Conny
Jean-Louis-Éléonor Conny de Lafay, dit Félix de Conny, né le 29 mai 1786 à Moulins (Allier) et mort le 19 décembre 1850 à Paris, est un homme politique royaliste français de la première moitié du XIXe siècle.

## Famille et descendance
Jean-Louis-Éléonor Conny de Lafay (quelquefois orthographié « de La Fay » ou « de La Faye ») est le fils de Marie Simon de Quirielle et du chevalier Jean-François Conny de Lafay (1751-1817), seigneur de Thoury-sur-Besbre, procureur du roi en la sénéchaussée de Bourbonnais et siège présidial de Moulins, devenu par la suite administrateur des hôpitaux civils et militaires. Le parrain de l'enfant est un oncle paternel, le théologien Louis Gilbert de Conny, et sa marraine une tante paternelle, Louise de Conny de l’Épine.
Le grand-père de Félix, Jean-Louis Conny (v. 1713-1804), écuyer, seigneur de Valvron (aujourd'hui Valveron, sur l'actuelle commune de Dettey), La Fay (domaine sur l'actuelle commune de Saint-Désiré), la Tour-Pourçain, Thoury-sur-Besbre... avait été anobli en 1767.
Les deux frères aînés de Félix, Jean-Baptiste (1780-1856) et Jean-Louis-Étienne (1782-1812), ont étudié à l'École polytechnique. Le second, capitaine d'artillerie et chevalier de la Légion d'honneur, est mort d'une blessure à la cuisse lors de la campagne d'Espagne. Il a également une sœur aînée, Jeanne-Clémentine (1785-1871), marquise de La Roche.
Le 25 janvier 1808, Félix de Conny épouse sa cousine Anne-Marguerite Bardonnet de La Toulle (1790-1848). Le couple a eu quatre fils :
- Ernest de Conny de Lafay (1810-1836) ;
- François-Marie-Léopold de Conny de Lafay (1811-1881), gendre de Paul Frotier de Bagneux, donc beau-frère de Louis-Charles-Alfred Frotier de Bagneux et oncle de Pierre-Adalbert Frotier de Bagneux ;
- Jean-Ferdinand-Gustave-Adrien de Conny de Lafay (1817-1891), prêtre catholique, docteur en théologie, protonotaire apostolique, chanoine honoraire de Notre-Dame de Paris et doyen du chapitre de Moulins[6] ;
- Julien-Édouard, baron de Conny (1818-1900), sculpteur, auteur en 1889 d'une biographie de son père[1].

## Biographie

### Militant royaliste sous l'Empire
L'enfance de Félix a été marquée par les événements de la Terreur, son père ayant été arrêté le 9 novembre 1793. Écroué au couvent des Carmélites, Jean-François Conny de Lafay n'avait échappé à la déportation à Lyon et à la mort qu'en corrompant l'un des chefs révolutionnaires, Delan, au moyen d'un rouleau d'or que son épouse lui avait passé par l'entremise de Félix, assez petit pour pouvoir se faufiler à travers la grille de la prison.
Félix est encore jeune lorsqu'il se rend à Paris, où il se fait remarquer par ses succès à l'Académie de législation et par son opposition au régime napoléonien. Arrêté et interrogé par Fouché pour avoir protesté publiquement contre l'exécution du duc d'Enghien et manifesté ses opinions royalistes, il est gracié par Napoléon en raison de son jeune âge. Arrêté une seconde fois en 1811 après avoir écrit deux brochures, l'une contre les conventionnels régicides et l'autre contre la conscription, il est cette fois-ci obligé s'exiler. Il voyage alors en Italie. De retour à Paris, où il conspire avec d'autres royalistes, il doit à nouveau quitter la capitale en février 1814.

### Sous-préfet et militant ultra (1814-1827)
Félix de Conny est dans sa ville natale quand survient la Première Restauration. Il retourne très vite à Paris à la tête d'une délégation d'habitants de l'Allier chargée de demander à Louis XVIII que leur département soit rebaptisé « Bourbonnais », en référence au duché d'Ancien Régime et au berceau de la dynastie restaurée.
Grâce à la protection de la duchesse d'Angoulême, qui prenait les eaux à Vichy, le jeune homme est nommé sous-préfet de Lapalisse. À ce titre, il tente d'opposer une résistance vigoureuse au retour de Napoléon lors des Cent-Jours, en appelant les habitants à prendre les armes et en coupant les communications vers Paris et Lyon. N'ayant réussi à réunir que 24 volontaires, il doit finalement renoncer à ses projets de résistances à l'annonce de l'arrivée de 6 000 soldats marchant contre le duc d'Angoulême. Prétextant une « fièvre très violente » pour ne pas avoir à servir le régime impérial, il est destitué par le préfet Pougeard du Limbert le 5 avril 1815. Le 22 juin, alors qu'il traverse le cours d'Aquin, il est pris à partie par des conscrits bonapartistes qui veulent le forcer à crier « Vive l'empereur ! ». Ayant répondu « Merde ! » à ses agresseurs, il échappe de peu au lynchage. Menacé d'être traduit devant une commission militaire, il est sauvé par la seconde abdication de l'empereur et par la Seconde Restauration, qui lui permettent de reprendre sa sous-préfecture.
Très vite, le sous-préfet de Lapalisse prend le parti des ultras et s'oppose à l'influence libérale du ministre de la Police, le royaliste modéré Decazes. Après avoir refusé de faciliter la candidature d'un partisan de Decazes lors des élections de 1816, Félix de Conny est mis en disponibilité le 1er février 1819.
Il retourne alors à Paris, où il collabore au Conservateur et à La Quotidienne, journaux ultras. Créé vicomte par lettres patentes du 9 octobre 1816 et décoré de la Légion d'honneur, Félix de Conny n'en continue pas moins à s'opposer aux modérés. En 1820, il se réjouit naturellement de la chute de Decazes. Il est alors nommé sous-préfet de Gannat, poste qu'il occupe jusqu'en 1824, avant d'être nommé maître des requêtes au Conseil d’État. Lors des élections législatives de cette même année, il appelle ses compatriotes de l'Allier à voter pour les candidats ultras proches du ministère Villèle.

### Député de l'Allier (1827-1830)

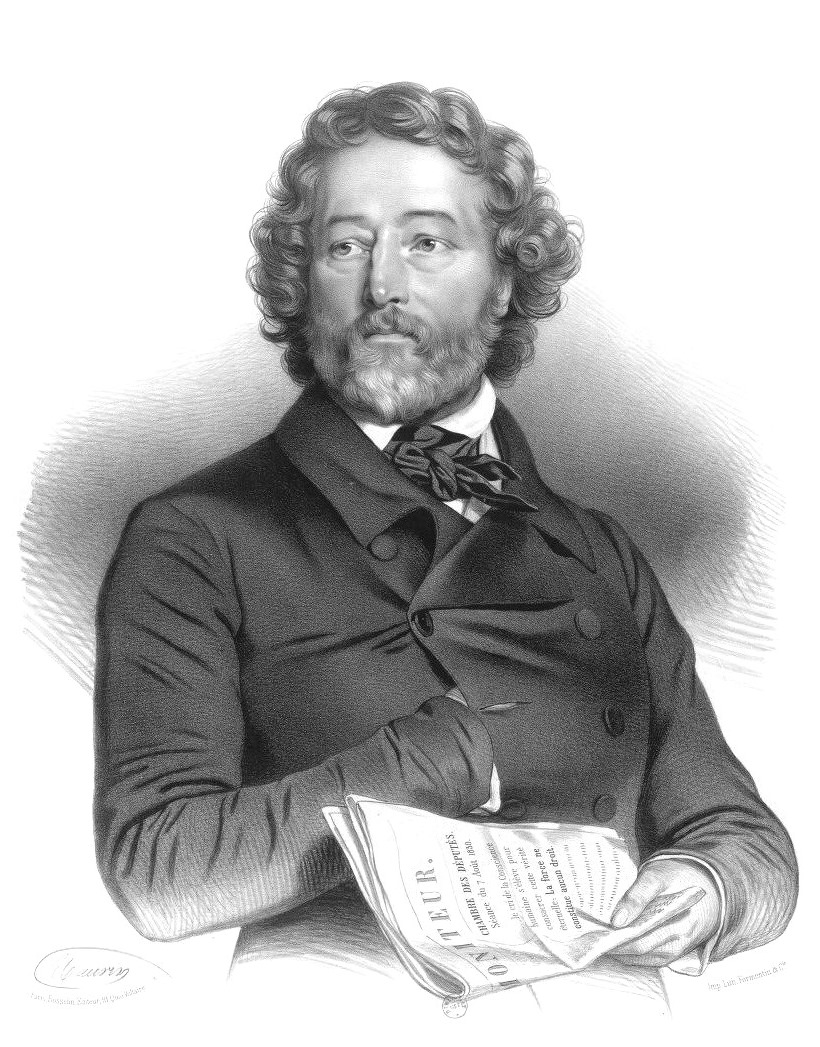
Le vicomte de Conny tenant le Moniteur retranscrivant son discours du 7 août 1830 (gravure par Maurin).

Candidat aux élections législatives de novembre 1827, le vicomte Félix de Conny est élu député de l'Allier par 100 voix sur 161. Siégeant à l'extrême droite de la Chambre, il s'y fait remarquer le 13 mars 1828 en proposant de soumettre à une réélection les députés nommés à des fonctions rétribuées. En mars 1830, il combat si vivement l'adresse des 221 que Casimir Perier demande son rappel à l'ordre. Il est réélu quelques semaines plus tard lors des élections de 1830 (par 121 voix sur 208).
Lorsque la Révolution de Juillet éclate, il conseille en vain au ministère de faire arrêter Laffitte et les principaux députés de gauche. Combattant l'insurrection avec ses fils le 29 juillet, il se rend le lendemain ou le 31 à Saint-Cloud, où il conjure Charles X de faire arrêter le duc d'Orléans et plaide pour la lutte à outrance. Le 7 août, lors du vote de la déchéance des Bourbons, il monte à la tribune pour y affirmer « le principe de légitimité » et les « droits sacrés du duc de Bordeaux ». Refusant de prêter serment à Louis-Philippe, il démissionne de son mandat.

### Militant légitimiste (1830-1850)
Devenue l'une des personnalités de l'opposition légitimiste à la monarchie de Juillet, il est arrêté à l'issue des émeutes anticléricales des 14 et 15 février 1831. Celles-ci avaient en effet été provoquées par une petite manifestation légitimiste lors de la célébration d'un service funèbre pour le duc de Berry en l'église Saint-Germain-l'Auxerrois. En perquisitionnant chez les personnes ayant assisté au service religieux, la police avait alors découvert plusieurs lettres suspectes au domicile de l'ancien député. Faute de charges suffisantes, celui-ci est remis en liberté après cinquante jours de détention.
En 1832, alors que la police cherche à l'arrêter après la publication d'une brochure, il se rend en Écosse puis à Naples auprès de la duchesse de Berry, qui fomente alors une insurrection royaliste dans l'Ouest de la France. Cette dernière tentative échoue et la duchesse est arrêtée. Ernest de Conny, fils aîné de Félix, publie alors dans le Journal du Bourbonnais un article qui lui vaut de comparaître devant les assises de l'Allier avant d'être acquitté par les jurés.
Ayant adressé à La Gazette de France et au Rénovateur une lettre réagissant avec véhémence à l'annonce des lois de septembre 1835 et contenant de violentes allusions au père régicide de Louis-Philippe ainsi qu'à la rumeur de l'assassinat du dernier prince de Condé, Félix de Conny est à nouveau jugé aux assises. Cependant, afin de ne pas donner une tribune aux légitimistes, le pouvoir abandonne les poursuites après que Conny ait reconnu qu'il ne désignait pas le roi des Français comme l'instigateur du crime. En raison de la censure établie par les lois de septembre, l'ancien député est contraint de faire publier à Bruxelles le discours qu'il avait préparé pour sa défense.
Jusqu'alors auteur de courtes brochures politiques, il se lance dans la publication d'une Histoire de la Révolution en 8 volumes.
En février 1848, il constate avec satisfaction que « l'usurpation qui triompha en août 1830 vient d'être emportée par la tempête » mais, hostile à un régime républicain né d'une nouvelle Révolution, il publie une brochure critiquant les « communistes » et appelant à voter, en vue des élections à la Constituante, pour des monarchistes légitimistes tels que Kergorlay, Hyde de Neuville, Genoude, Laurentie, Nettement, Muret, Anne ou encore Blosseville.
Quand il est à Moulins, Félix de Conny demeure en l'hôtel de Conny, 28 rue de Bourgogne.
Félix de Conny meurt à Paris le 19 décembre 1850.

## Publications
- La France vengée, ou les régicides punis, Paris, 1811.
- De la Nécessité pour les rois des souvenirs de la Révolution, Paris, Petit, 1819.
- La France sous le règne de la Convention, Paris, Le Normant, Dentu et Jeulin, 1820.
- Les Révolutionnaires de 92 et les révolutionnaires de 1820, Paris, Dentu, 1820.
- Lettres sur les affaires présentes, Paris, Andriveau, 1824.
- Sur les Élections de l'Allier, Paris, 15 février 1824.
- Observations sur les confiscations révolutionnaires et le projet de loi d'indemnité présenté aux Chambres, Paris, Audriveau, 1825.
- Vingt-un janvier, Bordeaux, 1831.
- Lettre de M. le vicomte Félix de Conny à M. le Rédacteur de La Quotidienne, Paris, Dentu, 1831.
- Lettre de M. de Conny à M. de Montalivet, Paris, Dentu, 1831.
- Lettre à Monsieur Cadet Gassicourt, maire du 4e arrondissement, Paris, Dentu, 1832.
- Lettre de M. de Conny à M. Casimir Périer, Paris, Dentu, 1832.
- De l'Avenir de la France, Paris, Dentu, 1832.
- Souvenirs d'Holy-Rood, Paris, Barras, 1832.
- Les Bourbons, souvenirs et mélanges, Paris, Canel, 1833.
- Procès de M. le Vte Félix de Conny, Bruxelles, 1835.
- Histoire de la Révolution, Paris, Méquignon, 1834-1842, 8 volumes.
- Les Frères des Écoles chrétiennes et le fondateur de leur Institut. De l'éducation des enfants dans les campagnes, Paris, 1846.
- Sur la Révolution nouvelle, Paris, Dentu, 1848.

## Sources bibliographiques
- Louis Audiat, La Terreur en Bourbonnais, t. II (Moulins & Lyon), Moulins, André Paris, 1893, p. 224-226.
- Germain Sarrut et B. Saint-Edme, Biographie des hommes du jour, t. 2 (première partie), Paris, Krabbe, 1836, p. 106-113.
- « Félix de Conny », dans Adolphe Robert et Gaston Cougny, Dictionnaire des parlementaires français, Edgar Bourloton, 1889-1891 [détail de l’édition]